# سيلفي ريتايو
سيلفي ريتايو (مواليد 24 فبراير 1965) هي سياسية فرنسية تشغل منصب وزيرة التعليم العالي في حكومة إليزابيث بورن.